# Sujeira

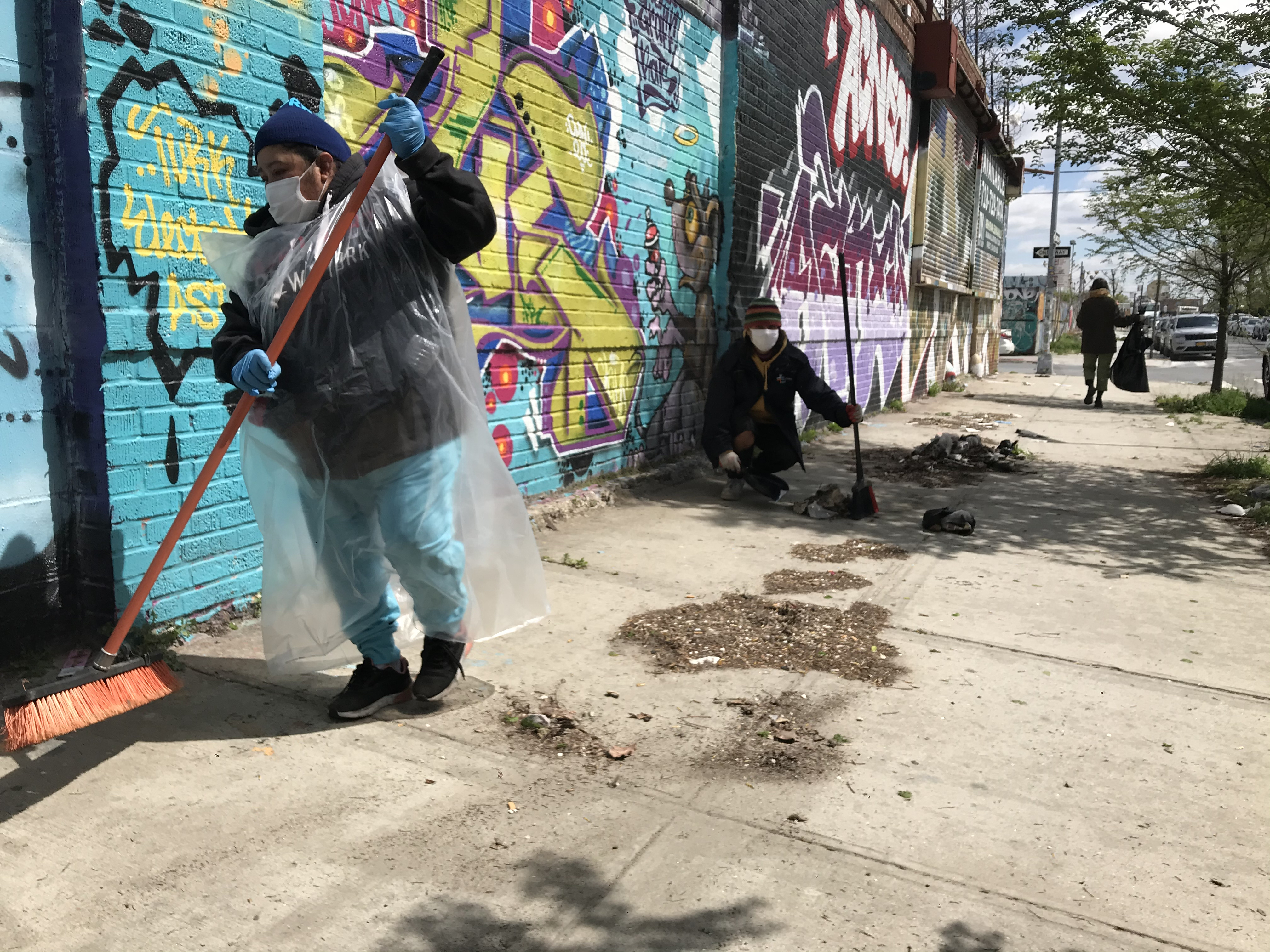
Calçada coberta de terra no Brooklyn, em Nova York, sendo varrida durante uma limpeza comunitária

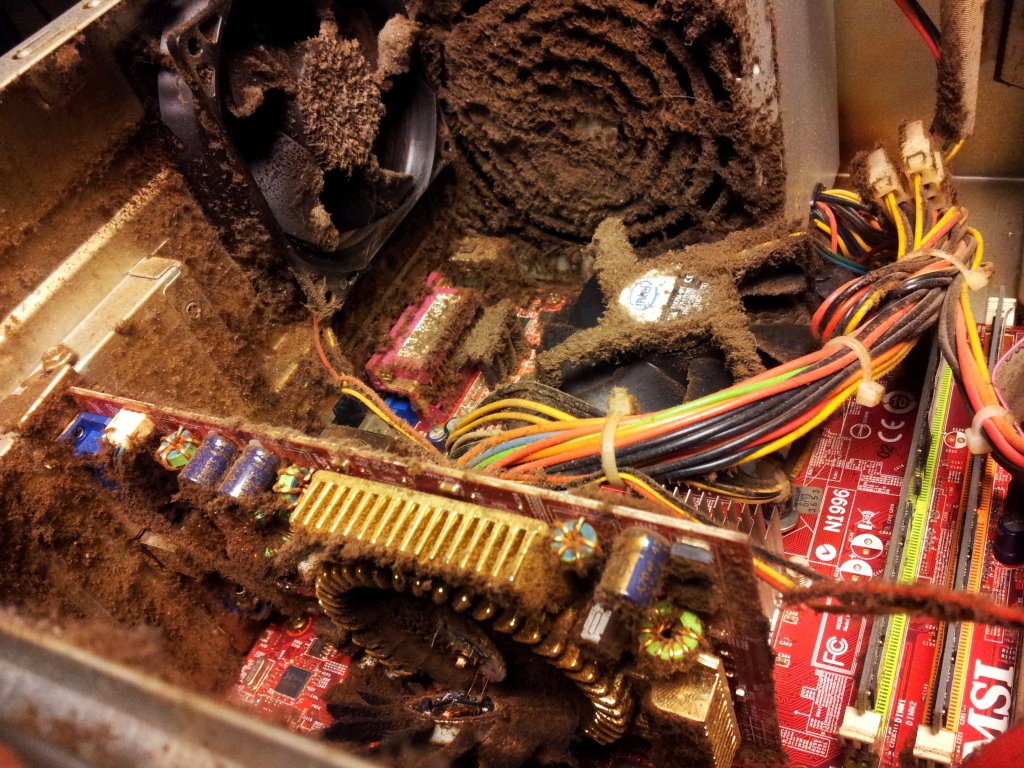
Interior de um computador com acúmulo de poeira

Sujeira é qualquer matéria considerada impura, especialmente quando entra em contato com as roupas, a pele ou os pertences de uma pessoa. Nesses casos, diz‑se que tais itens ficam sujos. Tipos comuns de sujeira incluem:
- Detritos: pedaços dispersos de resíduos ou restos
- Poeira: pó geral de matéria orgânica ou mineral
- Imundície: matéria fétida, como excremento
- Grime: pó escuro e incrustado, como fuligem
- Solo: a mistura de argila, areia e húmus que repousa sobre o leito rochoso. O termo “solo” pode ser usado para designar substâncias indesejadas depositadas em superfícies, como roupas.[1]

## Exposições e estudos
Uma temporada de obras de arte e exposições sobre o tema da sujeira foi patrocinada pela Wellcome Trust em 2011. O ponto central foi uma mostra na Wellcome Collection, exibindo imagens e histórias de sujeiras notáveis, como os grandes montes de pó em Euston e King’s Cross no século XIX e o Fresh Kills Landfill, que já foi o maior aterro sanitário do mundo.

## Limpeza
Quando algo está sujo, costuma ser limpo com soluções como limpadores para superfícies duras e outros produtos químicos; grande parte das tarefas domésticas existe justamente para isso, como lavar e varrer. 
Em ambientes comerciais, uma aparência suja causa má impressão, como em um restaurante. Nesses casos, a sujeira pode ser considerada temporária, permanente ou deliberada: a sujeira temporária compreende marcas e detritos que podem ser removidos pela limpeza diária; a sujeira permanente refere‑se a manchas incrustadas ou danos físicos que exigem reformas significativas para serem eliminados; e a sujeira deliberada resulta de escolhas de design, como uma decoração em laranja “sujo” ou no estilo grunge.

## Descarte
Com o desenvolvimento urbano, organizaram‑se serviços de manejo de resíduos para o descarte do lixo. No Reino Unido, o Public Health Act de 1875 exigiu que os domicílios colocassem seus resíduos em um recipiente móvel para coleta — a primeira criação legal da lixeira.

## Saúde
A sociedade moderna é considerada mais higiênica. Supõe‑se que a falta de contato com microorganismos presentes na sujeira durante a infância seja causa de alergias, como asma. O sistema imunológico humano precisa de ativação e exercício para funcionar corretamente, e a exposição à sujeira pode proporcionar isso. Por exemplo, a presença de bactérias Staphylococcus na superfície da pele regula a inflamação resultante de lesões.
Mesmo sem sujeira visível, a contaminação por micro‑organismos, especialmente patógenos, pode tornar um objeto ou local “sujo”. Teclados de computador, por exemplo, contêm em média 70 vezes mais micróbios do que a tampa de um vaso sanitário.
Pessoas e animais às vezes comem terra, hábito geralmente atribuído a deficiência mineral e, portanto, mais comum em mulheres grávidas.

## Neurose
Algumas pessoas podem ficar obcecadas por sujeira e envolver‑se em fantasias e comportamentos compulsivos, como fazer e consumir “tortas” e bolos de barro. A origem desse pensamento pode ser genética, já que o sentimento de nojo é universal e a localização dessa atividade no cérebro já foi proposta.

## Leitura complementar
- Terence McLaughlin (1971), Dirt: a social history as seen through the uses and abuses of dirt, ISBN 9780812814125, Stein and Day
- Suellen Hoy (1996), Chasing Dirt: The American Pursuit of Cleanliness, ISBN 9780195111286, Oxford University Press
- Pamela Janet Wood (2005), Dirt: filth and decay in a new world arcadia, ISBN 9781869403485, Auckland University Press
- Ben Campkin, Rosie Cox (2007), Dirt: new geographies of cleanliness and contamination, ISBN 9781845116729, I.B. Tauris
- Virginia Smith;  et al. (2011), Dirt: The Filthy Reality of Everyday Life, ISBN 9781846684791, Profile Books Limited